# Svjetska serija odbojke na pijesku
Svjetska serija odbojke na pijesku
Do 2016. turniri Svjetske serije bili su organizirani od jačih prema slabijima u kategorijama Grand Slam, Major i Open. Od 2017. turniri su organizirani od jačih prema slabijim u turnire s od jednom do pet zvjezdica. Turniri s pet zvjezdica nazivaju se još Majors. Ako je u kalendaru bilo i Finale svjetske serije, onda je to bio najjači turnir. 

## Vanjske poveznice
- Službene stranice  Arhivirana inačica izvorne stranice od 19. lipnja 2023. (Wayback Machine)